# Малиновська сільська рада (Белебеївський район)
Мали́новська сільська рада (рос. Малиновский сельский совет) — муніципальне утворення у складі Белебеївського району Башкортостану, Росія. Адміністративний центр — присілок Малиновка.

## Населення
Населення — 940 осіб (2019, 1160 в 2010, 1166 в 2002).

## Склад
До складу поселення входять такі населені пункти:
| Населений пункт          | Населення, осіб (2002) | Населення, осіб (2010) |
| ------------------------ | ---------------------- | ---------------------- |
| Брік-Алга, присілок      | 51                     | 50                     |
| Будка 3 км, селище       | 0                      | -                      |
| Будка 1430 км, селище    | 12                     | -                      |
| Весела Роща, присілок    | 48                     | 73                     |
| Ік-Вершина, присілок     | 19                     | 18                     |
| Кум-Косяк, присілок      | 49                     | 41                     |
| Малиновка, присілок      | 459                    | 440                    |
| Парафієвка, присілок     | 25                     | 40                     |
| Родники, присілок        | 262                    | 259                    |
| Роз'їзда Мелеуз, селище  | 16                     | -                      |
| Роз'їзда Рябаш, присілок | 36                     | 47                     |
| Свобода, присілок        | 58                     | 48                     |
| Сердюки, присілок        | 2                      | 2                      |
| Скобелевка, присілок     | 114                    | 114                    |
| Федоровка, присілок      | 7                      | 3                      |
| Шелканово, присілок      | 11                     | 11                     |
| Янгі-Кюч, присілок       | 25                     | 14                     |